# FK Olimp-Dolgoproudny
Maillots
L'Olimp-Dolgoproudny (russe : «Олимп-Долгопрудный») est un club de football russe basé à Dolgoproudny et actif entre 1998 et 2022.

## Histoire
Fondé en 1998, le club dispute ses deux premières saisons dans le championnat régional de l'oblast de Moscou. Il intègre la quatrième division à partir de 2007 et y évolue jusqu'en 2012, remportant le groupe Podmoskovié à l'issue de cette dernière année. Découvrant par la suite le monde professionnel et la troisième division lors de la saison 2012-2013, il devient un acteur régulier du haut de classement du groupe Ouest. Il termine notamment deuxième de ce groupe par trois fois en 2016, 2017 et 2020.
À la fin du mois de mai 2020, le club fusionne avec l'Olimp Khimki pour former l'Olimp-Dolgoproudny sur la base de l'ancien FK Dolgoproudny, avec l'objectif affiché d'intégrer la deuxième division. La direction de l'équipe est alors récupérée par Rinat Bilialetdinov, entraîneur de l'Olimp. Malgré un changement d'entraîneur en cours de saison avec l'arrivée d'Aleksandr Totchiline au mois de janvier 2021, l'Olimp domine largement son groupe au cours de la saison 2020-2021 et, avec quatre matchs restants, s'assure la première position ainsi que la montée au deuxième échelon pour la première fois de son histoire.
Au début du mois de juin 2021, la fusion initiée l'année précédente est dissoute tandis que le deux clubs fondateurs forment à nouveau deux entités distinctes, l'une participant à la deuxième division avec un effectif nouveau tandis que l'autre reste au troisième échelon et se constitue de joueurs venant de Khimki et des académies du Tchertanovo Moscou et du Master-Saturn de Iegorievsk. L'équipe jouant la deuxième division conserve malgré tout l'appellation « Olimp-Dolgoproudny », car ayant obtenu sa licence sous ce nom. L'entraîneur Totchiline quitte dans la foulée ses fonctions au club. Pour ses débuts au deuxième échelon, le club se trouve perpétuellement mêlé à la course au maintien, parvenant malgré tout à conserver une certaine marge avec la relégation tout au long de l'exercice 2021-2022. L'Olimp connaît malgré tout deux changements d'entraîneur au cours de la saison, avec le départ de Roman Pylypchuk (en) au cours de la trêve hivernale remplacé par le bref retour en poste de Totchiline qui s'en va lui aussi à la fin du mois d'avril 2022. C'est finalement Denis Ievsikov qui prend les rênes pour les dernières journées et parvient à confirmer le maintien sportif de l'équipe.
Peu après la fin de saison, l'Olimp se voit cependant refuser la licence pour prendre part à la deuxième division et est rétrogradé administrativement. Il ne prend pas non plus part au troisième échelon.

## Bilan sportif

### Classements en championnat
La frise ci-dessous résume les classements successifs du club en championnat de Russie depuis 2001.

### Bilan par saison
| Saison    | Championnat      | Championnat | Championnat | Championnat | Championnat | Championnat | Championnat | Championnat | Championnat | Championnat | Coupe de Russie     |
| Saison    | Division         | Pos         | Pts         | J           | V           | N           | D           | BP          | BC          | Diff        | Coupe de Russie     |
| --------- | ---------------- | ----------- | ----------- | ----------- | ----------- | ----------- | ----------- | ----------- | ----------- | ----------- | ------------------- |
| 2001      | 5e Podmoskovié B | 6e          | 52          | 30          | 15          | 7           | 8           | 63          | 39          | +24         | —                   |
| 2002      | 5e Podmoskovié B | 10e         | 38          | 30          | 11          | 5           | 14          | 56          | 51          | +5          | —                   |
| 2003      | 5e Podmoskovié B | 10e         | 45          | 34          | 12          | 9           | 13          | 53          | 58          | -5          | —                   |
| 2004      | 5e Podmoskovié B | 2e          | 82          | 34          | 27          | 1           | 6           | 146         | 39          | +107        | —                   |
| 2005      | 4e Podmoskovié A | 15e         | 16          | 30          | 3           | 7           | 20          | 35          | 75          | -40         | —                   |
| 2006      | 5e Podmoskovié B | 3e          | 63          | 30          | 20          | 3           | 7           | 71          | 36          | +35         | —                   |
| 2007      | 4e Podmoskovié A | 15e         | 10          | 30          | 3           | 1           | 26          | 23          | 119         | -96         | —                   |
| 2008      | 4e Podmoskovié A | 12e         | 29          | 30          | 8           | 5           | 17          | 33          | 91          | -58         | —                   |
| 2009      | 4e Podmoskovié A | 12e         | 31          | 30          | 9           | 4           | 17          | 44          | 76          | -32         | —                   |
| 2010      | 4e Podmoskovié A | 12e         | 29          | 30          | 9           | 2           | 19          | 56          | 71          | -15         | —                   |
| 2011-2012 | 4e Podmoskovié A | 1er         | 108         | 41          | 34          | 6           | 1           | 124         | 26          | +98         | —                   |
| 2012-2013 | 3e Ouest         | 4e          | 45          | 26          | 13          | 6           | 7           | 31          | 28          | +3          | 64es de finale      |
| 2013-2014 | 3e Ouest         | 8e          | 45          | 32          | 12          | 9           | 11          | 40          | 32          | +8          | Seizièmes de finale |
| 2014-2015 | 3e Ouest         | 6e          | 51          | 30          | 14          | 9           | 7           | 46          | 39          | +7          | 128es de finale     |
| 2015-2016 | 3e Ouest         | 2e          | 55          | 28          | 17          | 4           | 7           | 49          | 30          | +19         | 128es de finale     |
| 2016-2017 | 3e Ouest         | 2e          | 56          | 26          | 16          | 8           | 2           | 53          | 20          | +33         | 32es de finale      |
| 2017-2018 | 3e Ouest         | 6e          | 43          | 26          | 11          | 10          | 5           | 49          | 27          | +22         | 128es de finale     |
| 2018-2019 | 3e Ouest         | 4e          | 40          | 24          | 12          | 4           | 8           | 43          | 21          | +22         | 128es de finale     |
| 2019-2020 | 3e Ouest         | 2e          | 35          | 17          | 11          | 2           | 4           | 29          | 16          | +13         | 128es de finale     |
| 2020-2021 | 3e Groupe 2      | 1er         | 69          | 29          | 21          | 6           | 2           | 45          | 18          | +27         | 64es de finale      |
| 2021-2022 | 2e               | 15e         | 41          | 38          | 9           | 14          | 15          | 35          | 47          | -12         | 64es de finale      |

Légende
- Promotion en division supérieure
- Relégation en division inférieure

## Entraîneurs
La liste suivante présente les différents entraîneurs du club depuis 2012,.
- Oleg Kryssanov (janvier 2012-juin 2013)
- Andreï Mechtchanikov (juillet 2012-mars 2018)
- Dmitri Iefremov (mars 2018-juin 2018)
- Artiom Gorlov (juin 2018-août 2018)
- Dmitri Iefremov (août 2018-mai 2020)
- Rinat Bilialetdinov (en) (mai 2020-janvier 2021)
- Aleksandr Totchiline (janvier 2021-juin 2021)
- Roman Pylypchuk (en) (juin 2021-janvier 2022)
- Aleksandr Totchiline (février 2022-avril 2022)
- Denis Ievsikov (depuis avril 2022)

## Historique du logo

Ancien logo.
Logo depuis 2020.